# 미국의 정치

미국의 국장

미합중국은 1776년 성립되어, 전 세계에서 현존하는 가장 오래된 연방 국가이다. 미국은 "법에 의하여 소수자의 권리를 보호하여 다수결의 원칙을 조정하는" 대의 민주주의 입헌 공화국이다. 미국 정부는 미국 최상위 법전인 헌법에 규정된 견제와 균형 체제에 따라 통제된다. 미국의 연방 제도에서 시민은 보통 세 단계의 정부 즉 연방, 주, 지역 단위에 속한다. 미국 헌법은 연방 정부의 권한에 관한 것을 구성 주에서 위임받았는데, 그 가운데 국방·외교 정책·대외 무역의 조정 기능, 통화, 최고 법 집행기능, 주간 통상의 조정, 이민 등은 연방정부의 가장 중요한 책임권에 속한다. 주 정부의 주요 기능은 교육, 농업, 자연보호, 고속도로 관리, 차량 감독, 공공안녕, 교도행정, 주내 통상의 조정, 교육·보건·복지 정책의 시행 등이다. 지역 정부의 업무는 보통 각 군과 시 정부에 나눠 맡기고 있다. 거의 모든 경우에 행정부와 입법부 공무원은 구역별로 시민의 다수 투표에 따라 선출된다. 연방 차원의 비례대표제는 없으며, 하위 정부 단위에서도 이 제도는 드물다.
미국의 정치는 다른 나라와 비교하여 볼 때 특이한 측면들을 지니고 있다. 이러한 특성들은 주로 정치제도나 정치행동의 측면에서 발견될 수 있으며, 이는 곧 정치문화와 연결되어 있다. 미국의 정치문화는 미국인들의 정치적 성향에 중추적인 역할을 담당하고 있다. 가브리엘 알몬드가 지적하였듯이 미국의 정치문화는 동질적이고 세속적이다. 인종의 도가니라고 불리는 미국에서는 인종뿐만 아니라 종교·문화·경제 등에 걸쳐서 차이가 크며 시민의 이해(利害)도 대립하기 쉽다. 따라서 식민지 시대부터 정치의 목표는 항상 현실적이며, 동의에 입각한 이해관계의 조정이 이루어졌다. 미국의 정치문화는 많은 가치가 복합된 정치문화인 동시에, 합리적이고 타산적이며, 경험적인 정치문화이다. 때문에 미국의 정치무대는 마치 혼잡한 분위기 속에서 거래가 이루어지고 있는 자유시장을 방불케 한다. 미국에서는 자유로운 개인의 정치 참여 원칙이 관철되어 왔다.
제도적인 측면에서 볼 때, 미국은 3권분립을 엄격히 고수하고, 독립국에 가까운 주(州)들이 연방을 만들고 국가를 구성한 것도 이와 같은 역사적 경위에 의한 것이다.그러나 형태적인 측면에서 보면, 이 분립된 3권간에는 권력의 중복현상이 일어나고 있다. 다시 말하면 미국의 정치체제 간에는 행정부·입법부·사법부가 중복되는 역할을 담당하는 경우가 흔히 있다. 연방제도를 채택하고 있는 미국의 정부는 구성주정부가 연방정부에 위임하는 권한을 헌법에 명시하고 있으며, 그 외의 권한은 국민과 50개의 주가 보유하고 있다. 50개주는 연방 정부와 마찬가지로 주 정부도 행정부, 입법부, 사법부 3부로 구성되어 있으며, 주 각부는 연방 정부의 각부와 동등한 기능 및 영역을 지닌다. 각 주의 행정 수반은 주지사이다. 연방정부와 주정부간의 권력의 분리에도 불구하고, 양자 간에는 권력 분포와 행사에 있어서 중복현상과 마찰현상이 나타나고 있다. 20세기적인 상황이기는 하지만, 미국도 행정부의 권력이 비대해짐에 따라 의회의 권한은 상대적으로 약화되고 있다. 미국 정치에서 의회가 차지하는 위치나 역할은 매우 중요하며, 또한 강력하다. 단지 시대적인 차원에서 행정부의 권한이 강화된 반면, 의회의 권한은 상대적으로 약화되었을 뿐이다. 미국은 50개주에 포함되지 않는 괌, 북마리아나제도 등의 속령 등 해외영토를 보유하고 있다. 미국 대통령은 국가 군대 최고 통수권자의 직함을 가지며, 국방 장관과 국방장관의 추천으로 합참의장 각군참모총장 및 해병대사령관을 상원의 동의를 얻어서 임명한다. 미국 국방부는 육군, 해군, 해병대, 공군을 비롯한 군 전체를 총괄한다. 해안 경비대의 경우 평화시에는 국토안보부에서, 전시에는 해군부에서 관할한다.

## 정치사

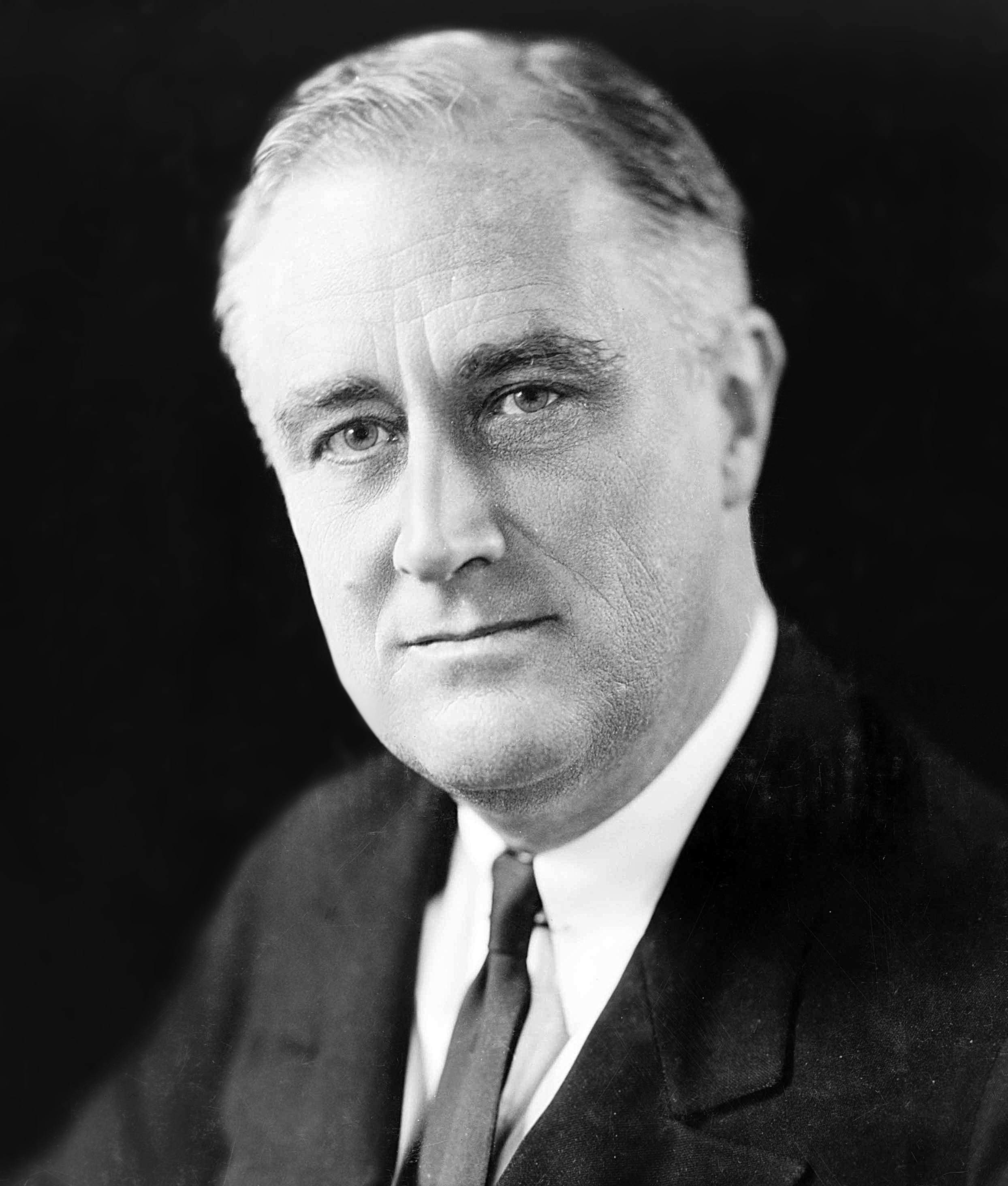
루스벨트 대통령

미국은 영국의 식민지였으나 1776년 7월 4일에 독립선언을 한 이래 끊임없이 미국 내부의 개발과 발전을 위하여 전념하여 왔다. 특히 남북전쟁을 치른 뒤에는 급속하게 국력을 확충하여 왔으며, 1898년의 미국-스페인 전쟁 이후부터는 세계열강의 대열에 오르게 되었다. 제1차 세계 대전에 참가한 미국 경제는 눈부신 발전을 보여 준 바 있지만 1929년 10월부터 일어난 대공황의 참변을 겪지 않을 수 없게 되었고 이에 따라 민주당의 프랭클린 D. 루스벨트 대통령은 뉴딜정책을 내세워 대공황의 극복을 위하여 노력하였다. 제2차 세계 대전이 일어나자 미국은 연합국의 일원으로 대전에 참가하는 한편 무기고으로서 크게 활약했다. 제2차 세계 대전이 종결되기 직전에 사망한 루스벨트 대통령의 뒤를 이어 대통령직을 승계한 트루먼은 1948년의 선거에서도 재선되어 페어딜 정책을 내세워 뉴딜정신을 이었다. 보수주의의 매카시즘이 대두하자 페어딜 정책의 실현은 그렇게 쉬운 일은 아니었다. 1950년대에 들어서면서 한국전쟁이 장기전으로 치닫고 민주당 정권의 부패, 부정, 비능률이 일어나는가 하면 경제의 인플레이션 압력이 가중되기에 이르자 트루먼 정권에 대한 국민의 불만은 최고조에 달하였다. 1952년 11월 공화당에서 출마한 전쟁 영웅 아이젠하워는 사상 최고의 득표를 얻어 대통령에 취임하면서 한국전쟁을 종결시킴과 동시에 온건한 내정과 외교를 펴서 국민의 기대에 영합하였다. 1960년의 대통령 선거에서는 민주당의 존 F. 케네디가 겨우 당선된 바 있으나 웅대한 뉴프런티어 정책을 표방하였다. 내정에서는 번영·복지·인종 평등을, 외정에서는 미국의 위신 회복과 평화의 실현을 내세웠으며, 특히 1962년 10월 쿠바위기를 당하여 미·소대립을 크게 완화시켰다.
그러나 이와 같은 웅지를 펴기도 전에 1963년 11월 22일에 케네디는 암살을 당하였다. 대통령직을 승계한 부통령 린든 존슨은 1964년 11월의 선거에서 압도적 지지를 얻어 재선되었다. 이때 '위대한 사회' 정책을 내세워 복지국가의 실현을 공약한 바 있으나 베트남전쟁이 치열해지고 달러 위기가 심각하게 되자 국민들의 반전 감정이 고조되면서 각처에서 반전 데모가 잇달았다. 또한 사회 개혁에 불만을 품은 흑인폭동도 빈번하게 일어났다. 결국 존슨의 월남전 확전은 공화당의 닉슨에게 정권을 넘겨주게 되었고, 문제의 월남전은 끝을 내게 되었다. 그러나 키신저로 대표되는 강대국 위주의 외교정책과 워터게이트 사건으로 집약된 국내 정치의 흑막은 공화당의 집권을 단명시켜, 1976년 선거에서는 민주당의 카터가 대통령에 당선되어 미국 정치사상 새 막을 열게 되었다. 카터는 정치에서의 도덕과 인권존중을 표방하여 많은 지지를 얻었다.
1980년대 이후 미국의 정치는 공화당의 로널드 레이건과 조지 H. W. 부시가 연이어 집권함으로써 전반적인 정책은 보수·안정적인 기조를 띠었다. 경제적으로는 일단의 혼란기를 거쳐 호황의 길로 접어들게 된다. 특히 '레이거노믹스'라고 하는 레이건 대통령의 경기부양책은 상당한 성과를 거두어 미국 경제가 질량면에서 한 단계 위로 발전하는 계기가 되었다. 이러한 정치적 안정과 경제적 번영을 바탕으로 미국은 대외적으로 공산권 세계와의 경쟁에서 압도적인 우위를 보이게 되었으며 나아가 구 소련을 위시한 동구 공산권의 붕괴를 가져오는 데 직간접적인 역할을 했다. 1990년대 들어 민주당 출신으로 10여 년 만에 집권한 빌 클린턴 대통령은 전임 대통령이 다져 놓은 국내외적 성과를 기반으로 보다 다양한 정책을 시행해 나갈 수 있었다. 즉 국내 정치에서 외교분야에 이르기까지 기존의 보수 안정적인 틀에서 벗어나 진보적이며 개방적인 정책을 과감하게 시행해 나갔다.
그것은 민주당의 기본 정강정책과 클린턴의 개인적인 성향이 결합된 결과였으나 무엇보다 변화를 바라는 미국민의 여망에 부응한 정책이었다. 아무튼 클린턴은 소기의 성과를 올려 재선에 성공한다. 집권 2기에 들어서면서 클린턴은 잇따라 터져나온 '성추문사건'으로 정치적으로 큰 위기를 맞았다. 특히 여비서 르윈스키의 폭로와 스타 검사의 집요한 공격으로 하원에서 대통령탄핵안이 통과되는 사태까지 벌어지고 말았다. 그럼에도 불구하고 그의 정치적 업적과 여론의 지지율에 힘입어 그의 위상에는 큰 변화가 있을 것으로는 보이지 않는다.
2008년 대선에서 승리한 민주당의 버락 오바마는 미국 최초의 흑인 대통령이었다. 이전의 모든 대통령은 유럽 혈통이었다. 대선과 함께 실시된 하원의원 선거와 상원의원 선거에서 상하원 모두를 민주당이 장악하였다. 선거 시절 오바마는 의료보험 개혁을 공약하였고, 2010년 미국 의회는 일명 '오바마케어(환자보호 및 부담적정보험법)'를 제정하였다. 이는 오바마의 주요 업적으로 평가받는다.
이후 2016년 대선에서 보호 무역과 이민 규정 강화, '미국 우선주의' 등을 내세운 공화당의 도널드 트럼프가 당선되어 제45대 대통령이 되었다.
현재 제115대 미국 의회에서 전체 100석의 상원은 공화당 의원 51명, 민주당 의원 47명과 민주당 전당 대회에 속한 무소속 의원 2명으로 구성되어 있다. 전체 435석인 하원의 경우 공화당 의원은 239명이고, 민주당 의원은 193명이다 (3석 공석). 50개 주의 주지사 가운데 34명은 공화당원이고, 15명은 민주당원, 1명은 무소속이다.

## 헌법

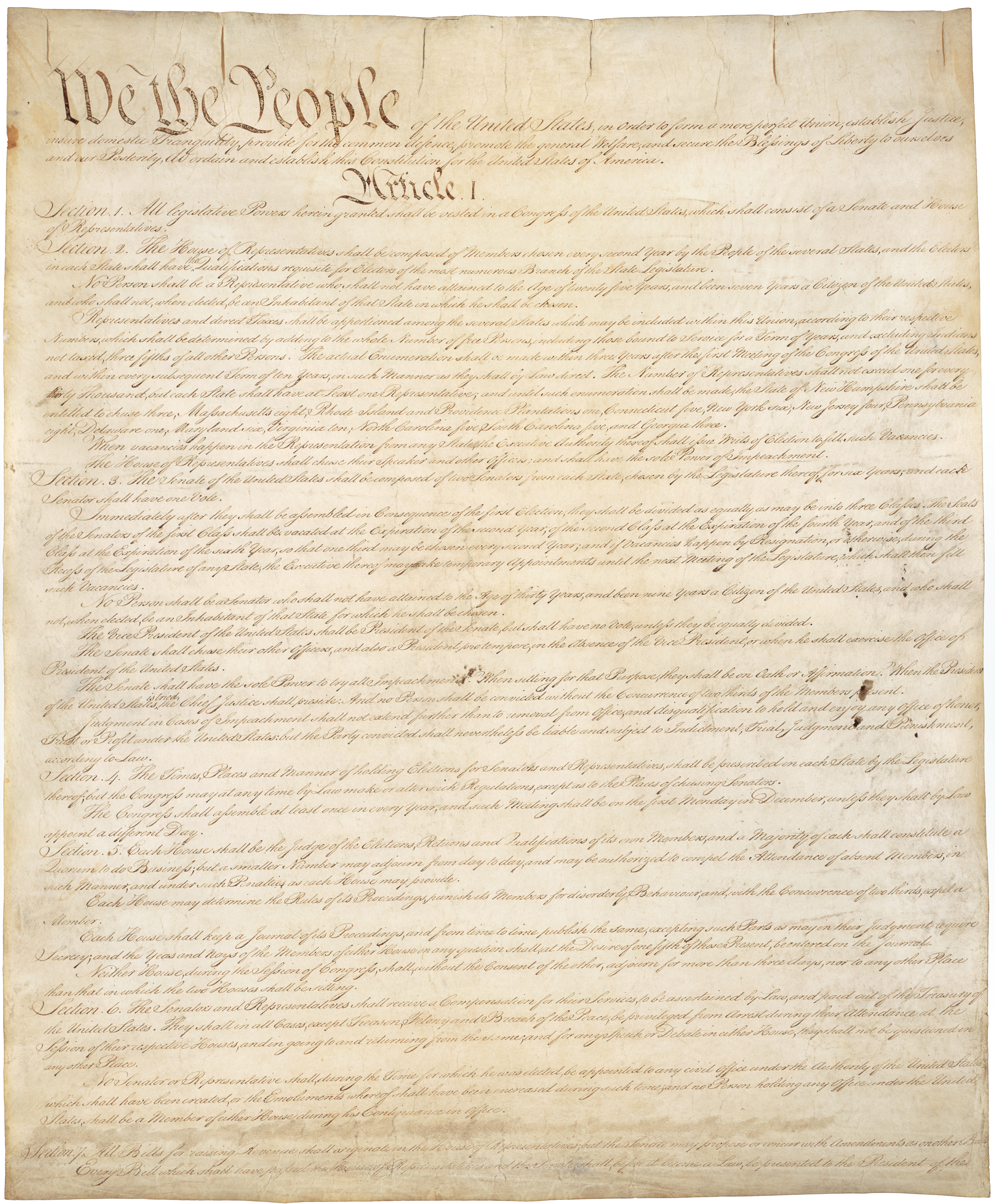
미국 헌법 원문 첫 쪽

미국 헌법은 미합중국의 최고 법이다. 미국에서 헌법이라 함은 성문 헌법으로서의 헌법전(憲法典)과 불문 헌법으로서의 판례법을 포함하는 소위 헌법률(憲法律, Constitutional law)을 의미한다. 미국은 연방정부와 주정부로 구성된 연방국가이므로 연방헌법 이외에도 각 주는 개별적인 주헌법을 각자 보유하고 있다. 1787년 9월 17일 필라델피아와 펜실베이니아의 헌법회의(Constitutional Convention)를 기원으로 한다. 나중에 각 주에서 '인민'(the People)의 이름으로 비준되었다. 1787년에 13주를 위하여 기초가 된 헌법은, 그 후 1969년 7월까지 26회의 수정이 가해져서 현재 50주 정치의 규범이 되어 있다. 수정발의는 제7조에 의하면 각원의의원의 3분의 2의 찬성을 얻거나 구성주의회 2/3이상의 찬성으로 개정발의되며 연방의회는 이를 각주에 송부하여 각 주 의회 3/4 이상 찬성을 얻거나 각 주 헌법회의 3/4이상 찬성을 얻어야 비준된다. 헌법은 미국법과 정치문화에서 중심 위치를 차지한다. 미국의 헌법은 1600년의 산마리노 법을 빼면 가장 오래된 국가의 헌법이다. 산마리노 법은 정말 헌법이라 할 수 있는지 학자들 사이에 논쟁이 있다. 이 문서의 정식 사본은 워싱턴 특별구에 있는 미국립공문서기록관리국(United States National Archives and Records Administration ,통칭 NARA)에 전시되어 있다.

## 미국의 권부
아메리카 합중국이란 나라 이름이 나타내고 있는 바와 같이, 이 나라는 주권을 갖는 50개의 주와 컬럼비아 특별구 및 해외의 속령·준영토·신탁통치령으로 형성되는 연방 공화국이다. 미국 최상위 법전인 헌법에 규정된 견제와 균형 체제에 따라 철저한 삼권분립 체제를 취하며, 연방 당국은 입법·사법·행정의 세 분야에서는 모든 주 또는 2주 이상에 걸치는 것만을 권한의 대상으로 하고, 주에 고유한 것은 모두 독자적인 헌법과 삼권을 가지는 각주에 위임된다.미국 연방 정부는 삼부로 구성되어 있다. 입법부는 양원제 의회로, 상원과 하원으로 이루어져 있으며, 연방법 제정, 전쟁 선포, 조약 승인, 예산 의결, 탄핵 소추 등의 기능을 맡는다. 대통령은 국가 원수이자 군대 최고 통수권자, 조약 체결권자이며, 행정 수반으로서 입법 제안, 대외 정책 입안 등의 권한이 있다. 또 법안이 공포되기 전에 거부권을 행사할 수 있고, 각료(상원의 승인을 받아야 함)를 비롯하여 연방법을 집행할 행정 공무원을 임명한다. 연방 대법원과 하위 연방 법원은 상원의 승인을 거쳐 대통령이 법관을 임명하며, 법을 해석한다. 연방 대법원은 재심의권을 이용하여 헌법에 위배되는 입법부·사법부·행정부의 법안을 무효화시킬 수 있다. 하급 법원의 판결을 다루는 최종 상소심 법원이기도 하다.

### 행정부

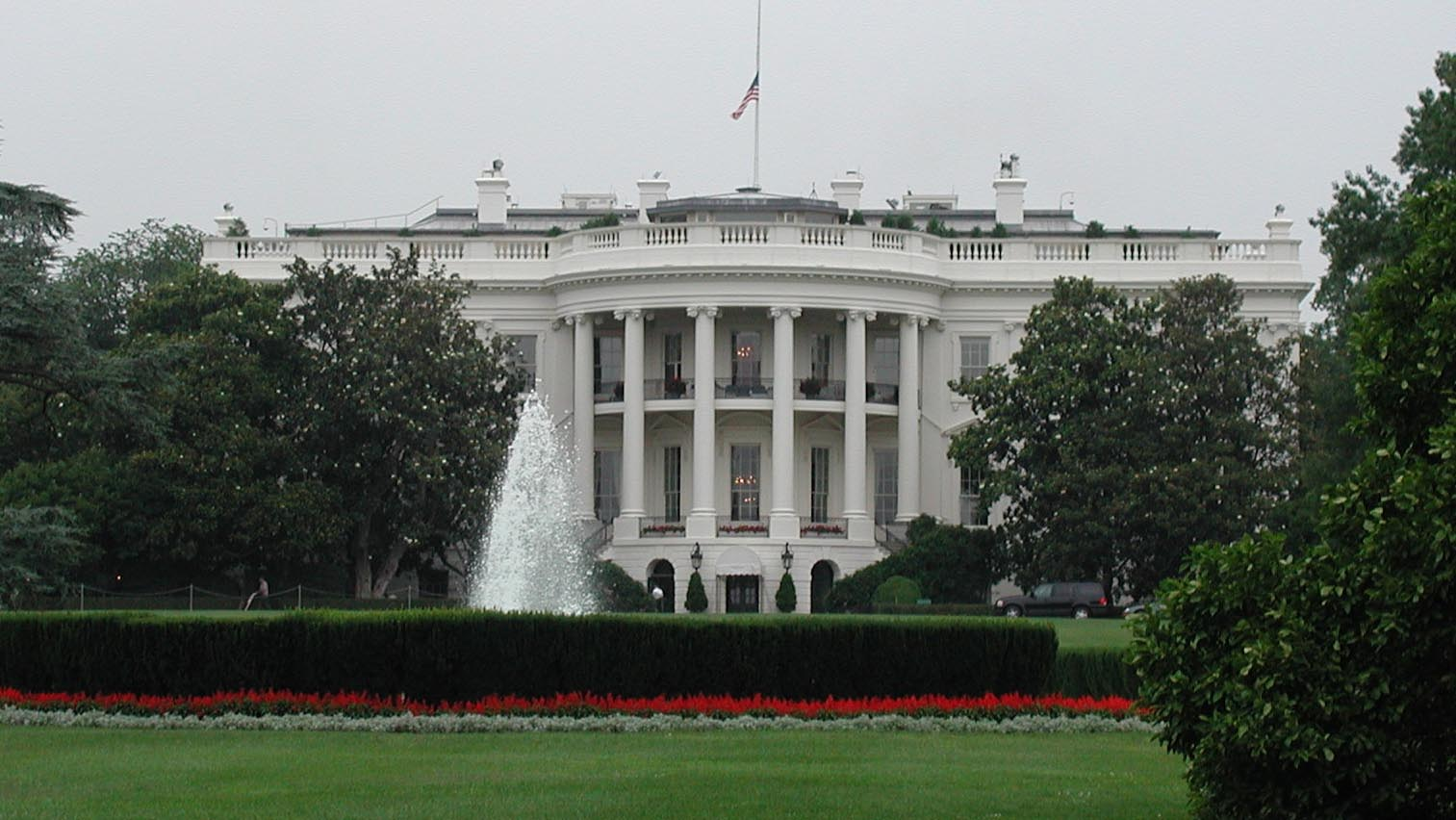
백악관 (남쪽)

대통령 행정실과 일반 행정 부서, 대통령 직속독립기관으로 구성되어 있다. 대통령이 행정부의 수반이자 나라를 대표하는 국가원수이다. 대통령은 수도 워싱턴에 있는 백악관에 살며 이 곳에서 대통령 업무를 본다. 대통령은 행정부의 수반으로서 연방법을 집행할 권한이 있으며 고위 연방 공무원에 대한 임명권과 해임권을 가진다. 또한 군통수권과 외교권을 가지며 의회에 법안을 상정할 수 없고 국제기구와 재외 공관에 미국 대표를 임명한다. 대통령은 국민이 선출하며 임기는 4년이고 두 번 이상 연임할 수 없다. 대통령 밑에는 대통령의 행정업무를 보좌해줄 12개의 행정실이 있다. 일반 행정 부서는 중앙정부의 행정을 맡는 15개 부서로 구성되며, 각 부의 장관을 대통령이 상원의 승인을 얻어 임명한다. 15부 장관은 내각의 구성원이 된다. 연방정부는 15개의 부와 다른 독립 정부기관으로 구성되어 있다. 각 성의 장관은 단지 대통령을 보좌하는 입장에 있을 뿐, 의회에 의석도 가지지 않으며, 지위로서는 다른 나라의 각료보다도 낮다고 하겠다. 대통령을 직접 보좌하는 기관으로서는 대통령부·국가안전보장회의·경제자문위원회 외에 연방예산국·중앙정보국·긴급계획국 등이 있다.

#### 대통령

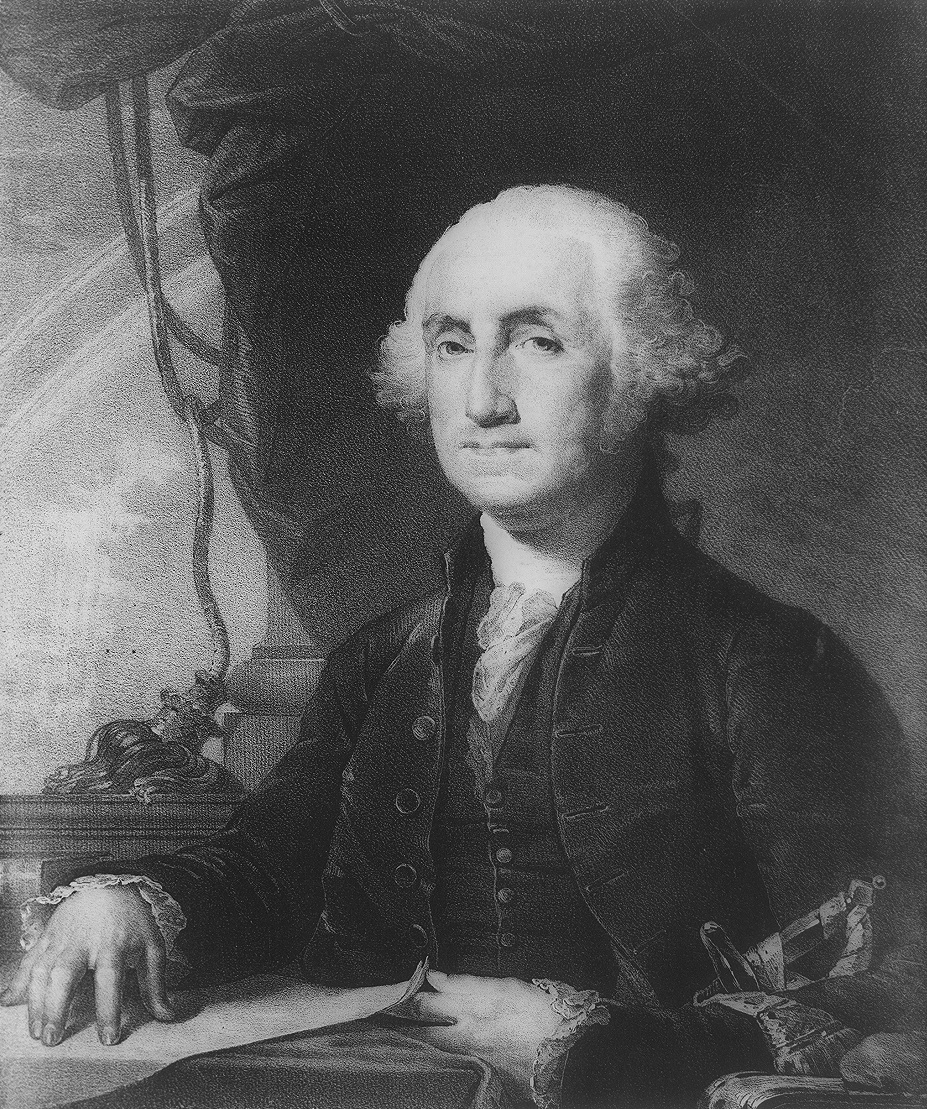
초대 대통령 조지 워싱턴

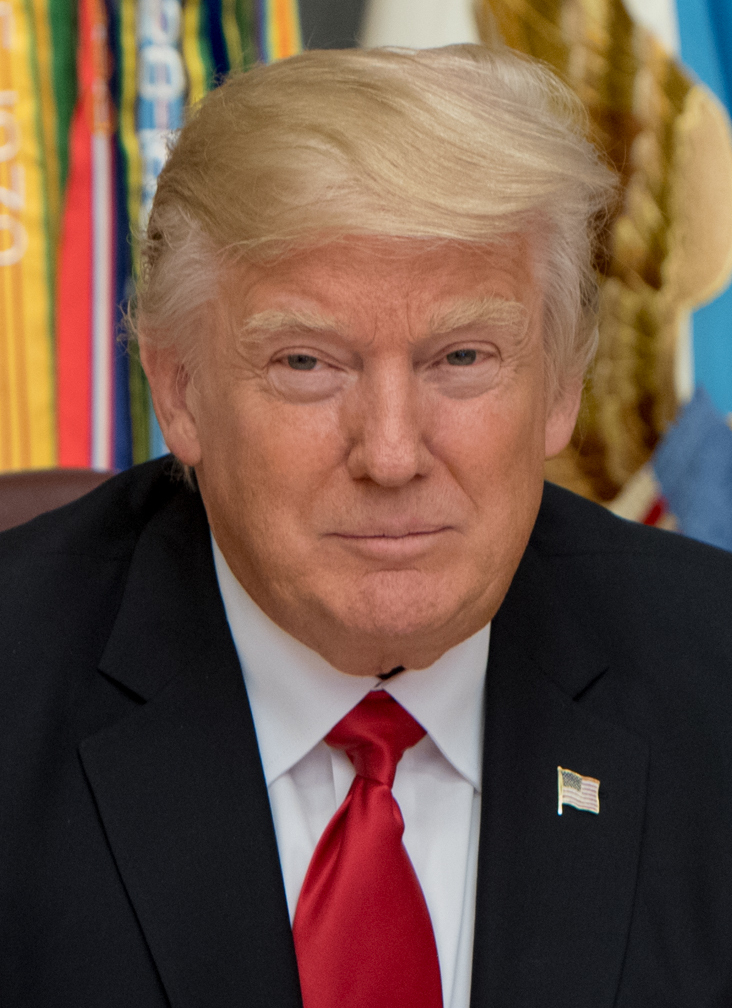
제47대 미국 대통령 도날드 트럼프

미국의 대통령은 아메리카 합중국의 국가원수이다. 1788년 미국의 헌법이 만들어지면서 대통령 지위가 생겼으며, 1789년 첫 대통령이 임무를 시작하였다. 미국 대통령은 국가의 원수(元首)인 동시에 행정부의 수반이며 최고 의장으로서 역할을 수행하고, 또한 아메리카 합중국 헌법 제2장에 의해 미국 육·해·공군의 최고사령관이기도 하여, ‘선거된 군주’라고 불릴 만큼 커다란 권한과 책임을 지니고 있다. 현재 세계 초강대국으로 군림하는 미국의 지위 때문에 미국의 대통령은 세계에서 가장 강력한 힘을 행사하는 사람으로 평가되기도 한다. 한때 소비에트 연방과의 냉전 중에는 ‘자본주의 세계의 지도자’로 인식되기도 했다.
미국의 대통령은 대통령에게 부여된 권한 안에서 명령을 내릴 수 있다. 이 권한에는 상원, 하원을 통과한 법률을 승인하여 법을 제정할 권한, 내각의 장관을 상원의 동의를 얻어서 임명할 권한, 사면이나 형 집행 연기를 명령할 권한 그리고 미국 상원의 조언과 동의하에 외국과 조약을 체결하고 역시 상원의 동의하에 연방의 주요직, 대사, 연방판사(연방대법원 판사를 포함)를 임명할 권한을 가진다. 그러나 한편으로 의회에 대하여는 법안의 제출권도 의회의 해산권도 가지지 않는다. 4년마다 있는 선거에서 선출되지만, 1952년의 헌법 개정으로  어떤 형태던    3선은   금지되어 있다.
아메리카 합중국 헌법 제2장은 대통령의 임기를 4년으로 정하고 있다. 제12차 수정헌법(1804년)은 대통령 선출 과정을 개정하였으며, 제22차 수정 헌법(1951년)은 임기의 제한에 대한 규정을 개정하였다. 미국의 대통령은 형식상으로는 각 주의 선거인단에 의해 선출되는 방식을 취하는데, 선거인단을 주의 주민이 선출하므로 미국 대통령 선거는  간접 선거이다.이때  2~3개작은주를 제외하건 대다수주는  승자 독식제를 택한다.  이간접선거로  총투표수에선 이기고 대의원수에 져서낙선된 후보도  있다
대통령이 임기 중에 궐석이 되면 부통령이 승계한다. 
미국의 초대 대통령은 조지 워싱턴이고, 2025년 현재 미국의 대통령은 2024년 미국 대통령 선거에서 승리한 제47대 도날드 트럼프(도날드,존  트럼프, 공화당)이며, 2021년 1월 20일 정오(KST 2025년 1월 21일 오전 2시)에 공식 취임하였다.

### 입법부
미국 연방 의회(United States Congress)는 미국 연방 정부의 입법부이다. 상원(United States Senate)과 하원(United States House of Representatives)의 양원(兩院)으로 구성되어 있다. 상원과 하원 모두 직접 선거를 통해 선출된다. 입법부 산하에는 행정기관이 8개 있다.
미국 헌법에 따라, 하원의 435명의 개별 의원은 지역(선거구)을 대표하며, 임기는 2년이다. 하원 의석 수는 각 주마다 10년 단위의 인구조사를 실시하여 파악한 각 주 인구에 비례하여 주 별로 할당된다. 2000년 미국 인구조사 기준으로 일곱 주가 최소치인 의원 1명씩 할당되어 있으며, 가장 인구가 많은 캘리포니아는 의석 수가 53명이다. 반면, 사우스다코타, 버몬트, 알래스카와 같이 인구가 적은 주는 각각 한 명의 하원의원을 뽑는다. 100명의 상원 의원은 전 주를 대표하여 6년 임기로, 인구와 관계 없이 각 주에는 2명 씩의 상원 의원이 있다. 2년마다 상원 의원의 약 1/3이 다시 선출된다. 미국은 각 주에서 연방의원 선거를 관리하며 각 주에서 선출하여 연방에 보낸다. 상원의 의장은 부통령이 겸직한다.
미국 헌법 제1조는 연방법을 제정하고, 폐지하며 개정하는 모든 입법권을 의회에 부여한다. 또 연방 세금의 규모를 결정하고, 정부의 예산을 승인한다. 하원과 상원은 입법 과정에 있어 대등한 파트너이다. (법률은 양원의 동의 없이는 제정되지 않는다.) 하지만, 미국 헌법은 각 원에 독특한 권한을 부여하고 있다. 상원은 몇 가지 고유한 권한을 가진다. 첫째, 하원이 연방 고위 공무원을 탄핵하고자 할 때 탄핵재판을 열 수 있는 권한이 있다. 둘째, 대통령이 지명하는 연방 고위 공무원에 대한 승인권을 가진다. 셋째, 미국이 체결하는 조약에 대한 승인권이 있다. 반면, 세입 징수에 관한 법률안은 하원에서 먼저 제안되어야 한다. 또한 하원이 연방 고위 공무원에 대한 탄핵 권한을 전유하는데 대해, 상원은 탄핵 심판권을 전유한다. 의회에는 해산이 없으며, 2년마다 전원 개선되는 하원의원의 임기에 맞추어서 회기가 결정된다. 의원들은 상원 15개, 하원 22개의 상임위원회 중 어느 위원회에 소속하며, 심의는 위원회 중심으로 진행된다. 의회는 워싱턴 D.C.의 미국 의회의사당에서 열린다.

### 사법부

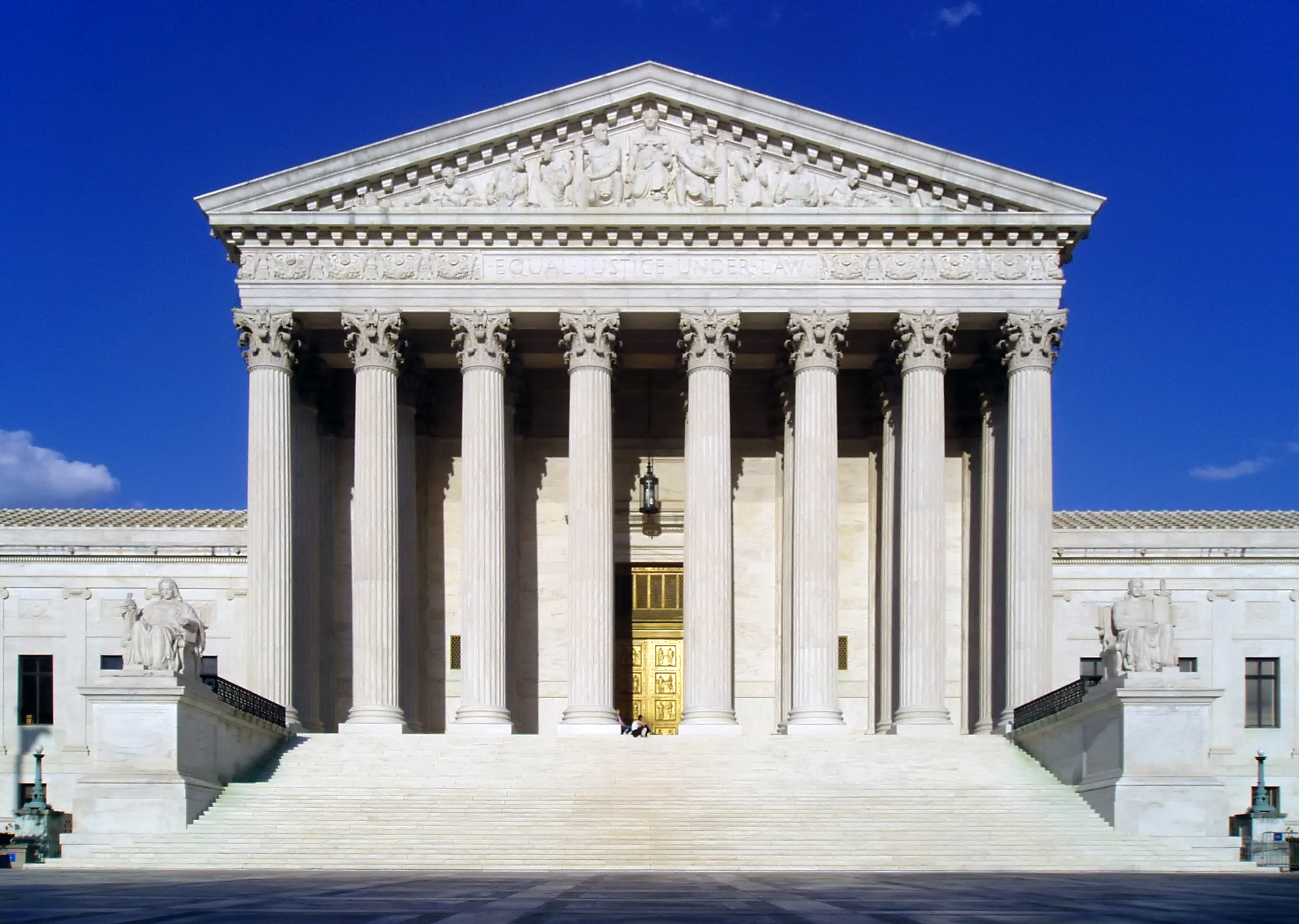
미국 연방 대법원 청사의 서쪽 정면.

미국의 사법부는 대법원과 연방법원으로 구성된다. 연방 대법원에는 수장인 대법원장을 비롯하여 대법관이 8명 있다. 대법원장과 대법관은 상원의 승인을 얻어 대통령이 임명하며 임기는 종신제이다. 약 95개의 연방 지방법원이 있다. 지방법원 위에는 연방 고등법원(순회법원)이 13개 있으며, 고등법원 위에 대법원이 있다. 지방법원의 판결은 고등법원에 항소할 수 있으며, 고등법원의 판결은 대법원에 상고할 수 있다. 연방법원은 헌법과 연방법을 적용하여 사건을 판결한다. 연방법원의 판사들은 대통령이 상원의 승인을 얻어 임명하며 임기는 종신이다.
모든 법률 및 행정 절차는 법원의 심리를 통해 행해지며, 헌법에 저촉되는 법률은 무효가 된다. 헌법 원문에서는 연방 정부의 구조와 책임 및 각 주와의 관계를 규정하고 있다. 미국 헌법 제1조는 인신 보호 영장의 권리를 보장하며, 제3조는 모든 형사 소송에서 재판받을 권리를 보장한다. 개헌을 위해서는 주 3/4의 승인을 얻어야 한다. 헌법은 27차례에 걸쳐 개정된 바 있는데, 초기 열 번의 수정 헌법은 권리 장전으로 이루어져 있으며, 수정 헌법 제14조에서는 미국의 개인 권리에 중요한 기반을 이루고 있다.

## 정당과 선거
미국은 역사적으로 양당제 정치를 이루었다. 1856년 선거 이래로 미국의 주요 정당은 민주당과 공화당이다. 공화당은 국민들이 공화(共和)하는 정체(政體)를 주장하는 당이며, 민주당(民主黨) 또한 국민들이 공화하는 정체를 숭상하는 당이다. 그러므로 그 본래의 취지는 같지만 공화당은 개진(開進)주의를 내세우고, 민주당은 보수주의를 내세운다. 또 자유통상당(自由通商黨)은 외국에서 수입하는 물품에 대하여 해관세(海關稅)를 부과하지 않도록 함으로써 국민들의 생활 필수품을 넉넉하게 하려는 주의를 주장하는 당이며, 녹배당(綠背黨)은 전국에 통용하는 화폐를 종이돈으로 전용하도록 하자고 주장하는 당이다(미국의 지폐를 녹색으로 인쇄해 냈기 때문에 이당의 이름을 녹배(綠背)당이라 부르게 되었다.)냉전 시대 이후로는 1912년 대선에서 진보당 후보 시어도어 루즈벨트가 유일하게 제3당 출신으로 대선에 출마하여, 약 20%의 득표율을 기록한 바 있다. 현재도 주요 정당은 민주당과 공화당이다. 이 두 정당의 당원이 연방정부, 주정부, 지방정부의 관직을 대부분 차지한다. 군소정당이 존재하지만, 2대 정당 이외는 연방의회에 의석이 없다. 그러나 1968년의 대통령 선거에서 독립당의 당수 조지 월리스는 남부 5주에서 45명의 선거인을 획득하였다. 공산당은 1962년에 불법화되었다. 미국의 정치 문화에서 공화당은 중도 우파 또는 "보수주의" 성향으로 여겨지며, 민주당은 중도 좌파 또는 "자유주의" 성향으로 평가받는다. 북동부와 서부 해안의 주와 오대호 지역 일부 주를 보통 "청색 주"라 하여 상대적으로 자유주의적인 정치 성향을 보인다. 그에 반해 남부와 대평원 및 로키 산맥의 일부 주로 이루어진 "적색 주"는 비교적 보수적이다. 각 정당은 폭넓은 유권자층의 지지와 정치적으로 광범위한 이해 관계자들을 모색하므로, 보통 둘 다 중도적인 정책을 표방한다. 따라서 이 민주·공화 양당은 영국 등과 같이 보수·혁신을 대표하는 것이 아니며, 정치 이념상에서는 거의 차이가 없다. 양 정당의 유권자층 가운데 비교적 독립적인 유권자층은 서로 겹친다. 민주당은 노동자·지식층의 지지를 받으며 비교적 진보적인 데 비하여, 공화당은 실업계·금융계·중서부의 농업 경영자 등이 지지하고 있으며 약간 보수적이다.
대통령과 부통령을 선출하는 총선은 4년마다 실시한다. 또한 동시에 하원의원 전원과 상원의원의 1/3도 뽑는다. 대통령의 임기는 4년이고, 하원의원의 임기는 2년, 상원의원의 임기는 6년이다. 대부분 주마다 각 정당이 주정부와 지방정부의 관직에 내보낼 후보자를 지명하는 예비선거를 실시한다. 일부 주는 연방의회 후보자를 지명하는 예비선거를 치른다. 각 당은 전당대회에서 대통령과 부통령 후보를 지명한다. 국민이 대통령을 직접 선출하지 않고 대통령과 부통령을 뽑을 선거인을 선출한다. 그리고 이 선거인으로 이루어진 선거인단이 투표하여 대통령을 선출한다. 모든 단위의 선출직 공무원은 주가 관할하는 후보 경선에서 선택된 주요 정당 지명자들로서, 이후 총선거에서 선출된다.

## 흑인문제
미국 총인구 2억 4천만 명 가운데 2천 5백여만 명이 흑인이다. 이것은 전체 인구의 약 11%에 해당한다. 흑인들은 여러 가지 면에서 백인들로부터 차별을 받고 있다. 원래 흑인들은 노예로서 미국에 온 사람들의 자손들로서 그들 대부분은 미국 남부에 거주하고 있었다. 그러다가 제2차 세계대전이 일어나면서 많은 흑인들이 미국의 북부 및 태평양 연안으로 이동하게 되었고 그곳에 지역적으로 '흑인 밀집지대'가 탄생하였다. 1900년에만 해도 흑인인구의 90%가 남부에 거주하고 있었지만 1960년에 이르러선 남부에 거주하는 자는 60%로 낮아졌다. 미국이 제2차 대전을 치르는 동안 노동력의 부족을 흑인들로 메운 결과, 일부 흑인들은 경제적 지위의 향상을 얻었지만 아직까지도 남부는 말할 것도 없고 미국 전체의 흑인들은 법률적·경제적·사회관습면 등에서 많은 차별대우를 받고 있다. 흑인의 실업률은 항상 백인들의 2배를 넘고 흑인 노동자는 "맨 먼저 해고당하고 맨 마지막으로 고용된다"는 말이 나올 정도이다. 대부분의 주에서는 흑인은 백인과의 결혼이 법률로써 금지되어 있을 뿐만 아니라, 교회에서까지도 흑·백분리가 행하여지고 있다. 흑인의 해방운동은 제2차 세계대전 이후에 왕성해졌다. 최초의 대운동은 마커스 가베가 부르짖은 '아프리카로 돌아가자'는 운동이었다. 이때부터 진보적인 백인과 흑인이 모여 1909년에는 〈전국 유색인종 향상협회〉(NAACP)를 창립하고 흑인의 차별철폐 운동을 시작하였다.
특히 1954년에 연방 대법원에서 내린 흑인분리교육 위헌 판결은 흑인의 권리옹호 투쟁에 있어서 중대한 승리였다. 처음에는 소수의 북부 흑인단체나 몇몇 진보적인 백인이 한정된 투쟁을 벌였던 것이 그 이후부터는 남부 흑인 대중에 의한 투쟁으로 크게 확대되었다. 1957년의 ‘리틀 록 고등학교 사건’과 1963년의 ‘버밍햄 대학사건’ 등 차별교육 반대투쟁은 때때로 흑인대중과 남부 차별주의자와의 사이에 무력 투쟁의 형태로 번졌다. 1963년 8월에는 워싱턴에서 '직업과 자유를 위한 행진'이 행하여졌다. 그러나 1964년 8월에 있었던 뉴욕의 할렘폭동 이래 해마다 '길고 무더운 여름(케네디 대통령의 말)'이 되풀이될 때마다 수많은 도시의 슬럼가에서 흑인폭동 사건이 발생했다. 1967년 여름에는 디트로이트·시카고를 비롯하여 미국의 각 지역에 광범하게 폭동이 파급되었다. 1950년대로부터 1963년 전반기에 이르는 동안에 ‘흑인차별법’이 차차 철폐되고 1964년에는 〈공민권 법〉이 성립되었지만 오히려 흑인폭동은 한층 광폭화·과격화 양상을 나타내고 있는 실정이다. 그 원인은 여러 가지를 들 수 있겠으나, 가령 법률상의 차별이 철폐된다 하더라도 주거·직업·군대 등에서 사실상의 차별은 뿌리 깊게 남아 있어서 흑인들의 불만을 쉽게 해소시킬 수가 없었기 때문이다.

### 흑인운동 단체
흑인들의 지위 향상을 위한 단체는 미국에 수없이 많다. 중요한 것을 든다면 오랜 역사를 지니고 있는 온건파 단체로 유색인종 지위향상협회(NAACP), 전국 도시동맹(NUL), 마틴 루서 킹 목사가 이끌던 중간파로서 남부 기독교 지도자회의(SCLC), 그외 좌파로서 인종평등회의(CORE), 학생 비폭력 조정위원회(SNCC), 맬컴 엑스(1965년 암살됨)의 흑인회교단 등이 있다. 1966년경부터 흑인운동의 주도권은 블랙 파워를 외치는 SNCC를 중심으로 한 급진파에게 옮겨져 갔다. 그러나 백인들과의 협력을 일체 거부하는 급진파들의 태도에 대하여 NAACP 등 온건파들은 이를 반대함으로써 흑인운동 지도자간의 분열은 한층 심각하게 나타나고 있다.

## 연방

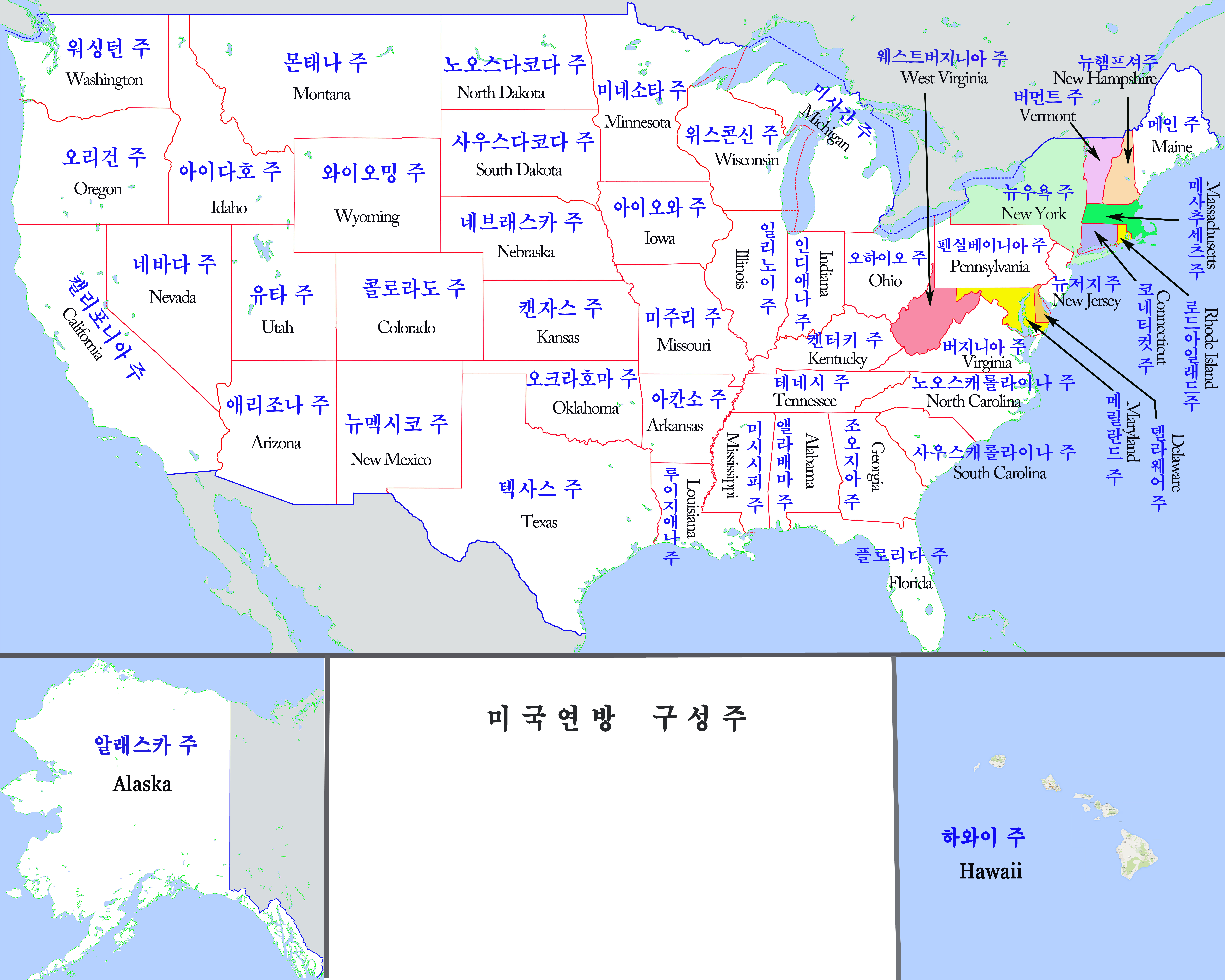
미국의 주.

미국은 50개 주(state)의 연합인 연방체로 이뤄져 있으며, 컬럼비아 특별구와 함께 미국을 이루고 있다. 최초의 13개 주는 영국의 지배에 봉기한 13개 식민지를 승계한 주이다. 미국 역사 초기에, 기존 주에서 새로운 3개 주 - 버지니아에서 켄터키가, 노스캐롤라이나에서 테네시가, 매사추세츠에서 메인이 분리되었다. 그 밖에 다른 주 대부분은 미국 정부가 전쟁이나 매입을 통해 획득한 영토에서 분할되어 설치되었다. 예외적으로 버몬트, 텍사스, 하와이가 있는데 이들 세 주는 연방에 통합되기 전에 각각 독립 공화국이었다. 남북 전쟁 중에 웨스트버지니아가 버지니아에서 분리되었다. 가장 최근에 생긴 주는 하와이 주로 1959년 8월 21일에 주의 지위를 얻었다. 각 주는 연방에서 탈퇴할 권리가 없다. 미국의 주들은 미국 영토의 대부분을 차지하며, 그 밖에도 수도 워싱턴이 있는 연방구인 컬럼비아 구역과 태평양의 병합 영토인 무인도 팔미라섬이 있다.
주 정부 기구는 연방정부의 기구를 본땄으며, 각 주의 행정의 장으로서 주 지사가 있고, 주정부의 권한은 행정·입법·사법의 각 부문에서 나누어 갖고 있다. 주지사는 일반 투표를 통해 선출되고 임기는 대체로 4년(몇몇 주에서는 2년 임기)이다. 의회는 네브래스카는 단원제를, 그 밖에 다른 주들은 상원 양원제를 채택하였고, 각 주는 주방위권을 가지고 있다. 대부분의 주에서 상원의원의 임기는 4년이며, 하원의원의 임기는 2년이다. 주 정부의 각 부서는 연방 정부의 각 부서와 동등한 기능 및 영역을 지닌다. 일부 주의 판사와 내각 공무원은 주지사가 임명하기도 하고, 선거를 통해 선출하는 주도 있다.
각 주는 군·시·동·읍·학구·특별구 등의 자치체로 나뉜다. 각 주는 주의 크기에 따라서 큰 주는 다수의 카운티(county, 군)를, 작은 주는 소수의 카운티를 가진다. 각 카운티는 보통 2개 이상의 군구와 여러 빌리지들을 포함한다. 미국은 주안에 크고 작은 도시들이 존재한다. 이런 도시들은 일정지역이 도시 형태를 갖추고 주지사의 허락을 받아서 설립이 되는데 도시규모에 따라서 카운티안에 존재하는 도시, 도시 자체가 카운티의 대부분을 점유하여 카운티 기능을 행하는 도시, 뉴욕시처럼 5개의 카운티로 구성되는 도시 등 다양하게 존재한다. 뉴욕 시는 면적이 넓어서 5개의 독립구로 나뉘며, 각 구 그 자체가 하나의 카운티가 된다. 뉴욕 시 독립구는 브롱크스, 맨해튼, 브루클린, 퀸즈, 스테이튼 아일랜드이다. 한편 포토맥 강을 사이에 두고 워싱턴 D.C.와 마주하고 있는 버지니아주 알링턴 카운티는 도시와 근교 지역을 포괄하지만 단일한 카운티 행정부에 의해 통치된다.
미국 대부분의 카운티들은 읍이나 시를 카운티 소재지로 정하여 그곳에 카운티 정부 청사를 두며, 행정관 위원회나 감독관 위원회도 카운티 정부 청사에서 열린다. 작은 카운티에서는 위원회가 전체 카운티에 의해 선출되며, 큰 규모의 카운티에서는 감독관들이 각 지역구와 군구를 대표한다. 도시를 구성하지 못하여 타운(읍)이나 빌리지(촌)을 구성하는 곳도 있으며 이런곳은 순전히 지역적 현안들을 처리한다. 즉 타운이나 빌리지는 도로 포장이나 가두 조명을 관리하고, 수도 공급을 확보하고, 치안이나 소방 업무를 제공하며, 지역 보건 규정을 수립하고, 쓰레기나 하수 및 폐기물을 처리하며, 정부 운영을 지원하기 위해 지방세를 징수하고, 주 및 카운티와 협동으로 지역 학교 제도를 직접 관리한다.

### 해외 영토
1890년 이래의 외교와 양차 세계대전을 통해서 카리브 해의 푸에르토리코, 미국령 버진아일랜드, 태평양의 미국령 사모아, 괌, 북마리아나 제도 등 해외에 영토를 획득하였는데, 이들 해외의 여러 영토는 신탁통치령과 파나마 운하 지대 이외는 속령이라고 불린다. 이들 국외영토는 미국의 50개주에 포함되지 않는다. 괌, 북마리아나제도, 미국령 버진아일랜드 주민들은 미국 시민권자들이지만, 미국 중앙정부에 세금을 내지 않는다. 또한 자체적인 의회를 가지고 있다. 아메리칸사모아 주민들은 미국 국적을 가졌지만, 미국 시민권은 없다. 이 곳 영토에 사는 미국 시민은 주에 사는 시민과 거의 같은 권리와 의무를 가지는데, 보통 연방 소득세가 면제되며 대통령 선거권이 없고, 원내 투표권이 없는 연방 하원 의원만 선출할 수 있다.
- 필리핀 (1946년 7월 4일 독립)
- 쿠바 (1901년 독립)
- 괌
- 북마리아나 제도
- 푸에르토리코
- 미국령 버진아일랜드
- 아메리칸사모아

## 대외 관계
외교정책의 수립과 이행에 대한 주된 책임을 대통령이 지게 되어 있으나, 의회도 이에 대해 강한 통제력을 발휘할 수 있다. 우선 의회는 전쟁을 선포할 수 있는 권한이 있다. 하원은 대통령의 외교정책 수행에 필요한 예산에 대해 강한 통제력을 가지고 있으며, 상원도 재원에 대한 통제가 가능하다. 특히 상원의 경우에는 고급 외무적 관리의 임명에 대한 통제력을 가지고 있을 뿐만 아니라, 미국이 체결하는 모든 조약에 대한 비준권을 가지고 있다. 의회의 이와 같은 제재권한은 행정부와 의회의 갈등을 초래하는 요소로 작용한다. 에드워드 코르윈(Elward S. Corwin) 교수는 미국의 정치체계가 외교정책에 있어서 행정부와 의회 간의 투쟁을 초래한다고 지적한 바 있다. 그 좋은 예로서는 상원이 국제연맹 헌장의 비준을 거부한 사실을 들 수 있다. 의회와 행정부간에는 긴밀한 협조가 이루어지고 있다. 유엔헌장 비준 당시의 의회와 행정부간의 긴밀한 협조는 너무나 유명하다. 그러나 이러한 협동외교는 한국에서 흔히 사용되고 있는 '초당외교'라는 말과는 엄격히 구분되어야 한다. 베트남 전쟁으로 말미암아 파생된 행정부와 의회간의 갈등은 심각한 형편이었다. 그러나 의회가 대통령에 가하는 압력은 행정부의 독주를 견제하는 동시에 건전한 방향의 미국 대외정책을 모색하고 있다. 의회는 국민의 대표기구로서 국민의 의사와 직결돼 있다. 따라서 대외정책의 수립이나 이행 과정에도 항상 의회를 '문제아'로 취급하거나, 또는 그러한 범주내에 의회의 기능을 이해해서는 안 된다.
미국은 19세기까지는 고립주의를 취하다가 20세기에는 이를 탈피하고 세계대전을 거치면서 유엔의 창설을 주도하는 등 개입주의로 나아왔다. 20세기 중후반의 냉전의 갈등을 겪고 난 이후, 세계 유일의 초강대국으로 남게 된 미국은 대량 살상무기 확산, 인권개선, 민주주의의 신장, 환경문제 등 새로운 범세계적인 문제의 외교 현안화에 노력하면서 유엔 등 다자협력체제를 통한 해결을 도모하고 있다. 쿠바 등 소수의 국가를 제외하고는, 미국은 대다수의 나라들과 외교 관계를 맺고 있다. 미국은 국제 연합 안전보장이사회의 상임 이사국이며 영국, 캐나다, 오스트레일리아, 뉴질랜드, 대한민국, 일본, 이스라엘과 그 밖의 북대서양 조약기구 회원국과 긴밀한 관계를 맺고 있다.

## 군사
미국 대통령은 국가 군대 최고 통수권자의 직함을 가지며, 국방 장관과 합동 참모총장을 임명한다. 미국 국방부는 육군, 해군, 해병대, 공군을 비롯한 군 전체를 총괄한다. 해안 경비대의 경우 평화시에는 국토안보부에서, 전시에는 해군부에서 관할한다. 1947년에 제정된 국가안전보장법에 따라 안보와 정보 수집 활동을 담당하는 지휘 체계가 일원화되었다. 이 법안에 따라 국가안전보장회의(NSC)와 중앙정보국(CIA)이 창설되었다. CIA는 NSC의 감독하에 대외정보 수집업무를 전담한다. 국방부 산하기관인 국가안전보장국(NSA)은 암호 해독과 통신정보 업무를 담당한다.

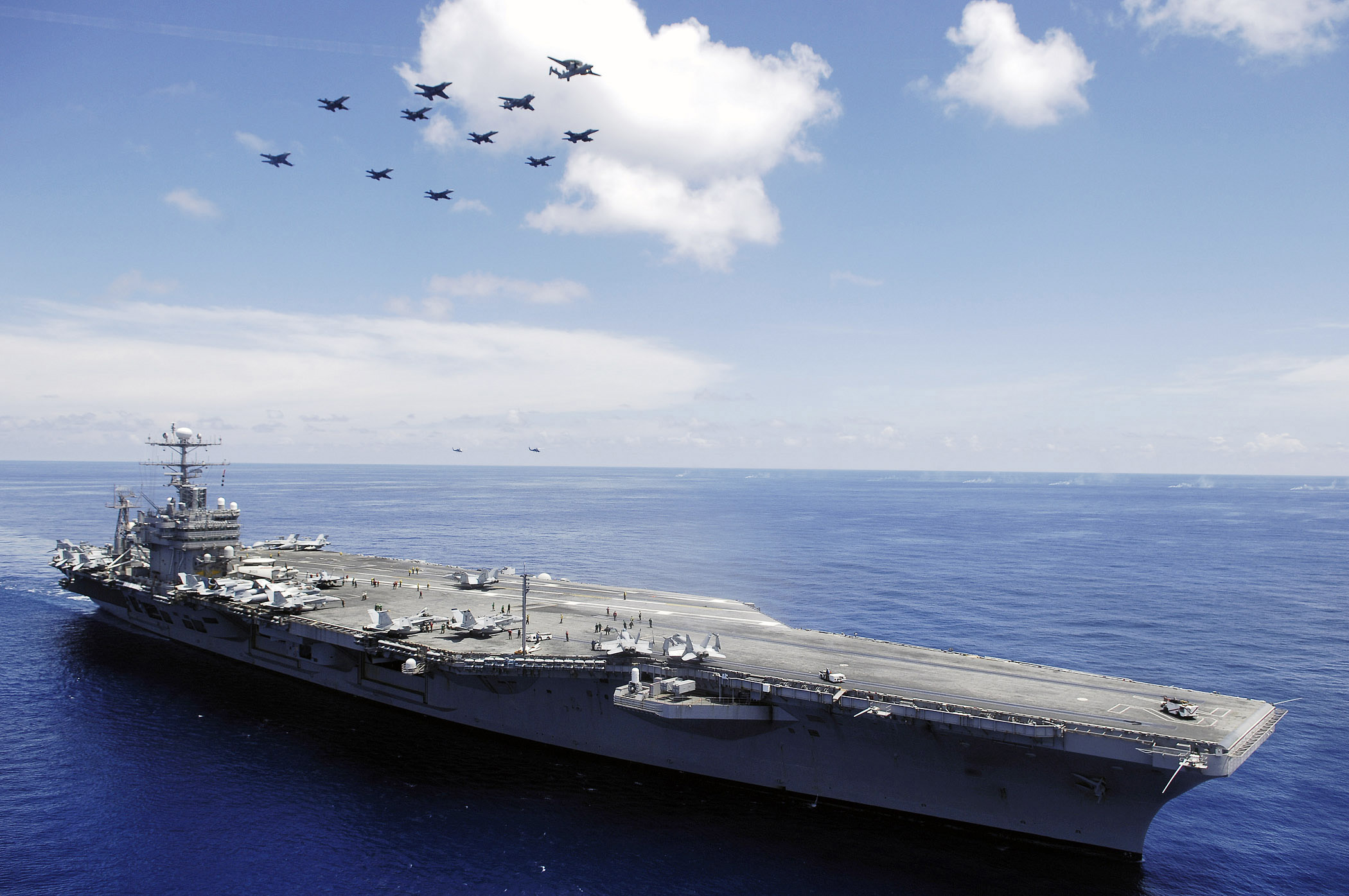
항공모함 USS 에이브러햄 링컨.

2008년 복무 중인 군 병력 수는 140만 명이었다. 전시에 소집할 수 있는 예비군인 주 방위군의 총 병력 수는 230만 명이다. 국방부는 계약자를 제외하고 약 700,000명의 민간인을 고용하고 있다. 징병제는 1973년에 폐지되어 이후로는 모병제로 지원병을 받으며, 전시에는 징병국(Selective Service System)에서 징병을 실시할 수도 있다. 공군의 대규모 운송 편대, 해군의 11대 항공 모함, 해병 원정단과 더불어 해군 대서양 함대 및 태평양 함대를 통하여 신속히 이동할 수 있다. 미국 국외에 미군 기지와 시설이 865곳이 있으며, 미군이 주둔한 나라는 150개국이 넘는다. 이렇듯 전 세계에 널리 군대를 배치하여 어떤 학자들은 이를 놓고 미국이 "제국의 기반"이라고 이르기도 한다.
2008년 미국의 총 군비 지출은 6천억 달러가 넘어 전 세계 군비 지출의 41%를 이루고, 미국을 제외한 군비 최다 지출 상위권 14개국의 지출액을 합한 것보다 더 많다. 일인당 군비 지출은 1,967 달러로, 세계 평균의 9배에 이르며, GDP의 4%를 차지하는데, 이 비율은 15개 상위권 군비 지출국 가운데 사우디 아라비아 다음으로 높다. 2010년에 국방부 기본 예산안의 액수는 5,338억 달러로, 2009년에서 4% 증가, 2001년 기준으로는 80% 증가한 수치이며, 이라크와 아프가니스탄의 군사 작전에 1,300억 달러를 추가로 계획한 상황이다. 2009년 9월, 미국은 이라크에는 130,000여 명, 아프가니스탄에는 62,000여 명의 병력을 배치하고 있다. 2009년 10월 9일 기준으로 미군은 이라크 전쟁에서 4,349명, 아프가니스탄 전쟁에서 869명이 전사하였다.

## 같이 보기
- 미국 대통령 선거
- 2018 미국 중간 선거
- 미국 연방 행정각부
- 미국의 대통령
- 미국의 독립기관